# Inzerillo (famiglia)
Gli Inzerillo sono stati una famiglia mafiosa di Palermo appartenente a Cosa Nostra e affiliata a Cosa Nostra americana tramite i cugini della famiglia Gambino. Sono imparentati anche con gli Spatola, i Mannino, i Castellano e i Di Maggio. Sono sbarcati per la prima volta negli USA nel 1956, insediandosi a Cherry Hill, nel New Jersey. Il loro protettore negli USA era Carlo Gambino, cugino diretto di Salvatore Inzerillo, capofamiglia degli Inzerillo. In Sicilia Totuccio era alleato con Stefano Bontate e Pippo Calderone.

## Storia
Organizzatori di grandi traffici di morfina dall'Estremo Oriente, gli Inzerillo sono stati travolti dalla seconda guerra di mafia esplosa fra il 1981 e il 1983. Salvatore fu ammazzato dai mitra Kalashnikov l'11 maggio 1981. Dopo di lui, i Corleonesi di Totò Riina ammazzarono il figlio primogenito Giuseppe di 16 anni, il nonno Giuseppe, gli zii Santo e Rosario e due cugini chiamati Salvatore (scomparsi nel nulla) e il fratello Pietro (ritrovato cadavere nel New Jersey nel bagagliaio di un'auto con 5 dollari in bocca e due dollari sui genitali); dei funerali di quest'ultimo il giornale L'Ora di Palermo ne diede la notizia con il titolo "La fine di un clan".
A seguito di pressioni, da parte della famiglia Gambino di New York, gli Inzerillo ottennero il “perdono” dai corleonesi a patto che lasciassero la Sicilia e si trasferissero per sempre negli USA. Quindi tutta la famiglia si rifugiò negli Stati Uniti tranne Filippa Spatola, moglie di Salvatore Inzerillo, e il figlio Giovanni.
Spariti per quasi 20 anni dalla Sicilia, qualche mese dopo il 2000 gli Inzerillo sono ricomparsi a Palermo creando paure nello schieramento corleonese. Nell'estate del 2007, alcuni omicidi hanno annunciato a Palermo una possibile nuova guerra di mafia.
Il primo della famiglia a ricomparire fu Franco, espulso dagli USA e quindi esonerato dall'esilio. In seguito Tommaso fu scarcerato e nel 2004 arrivò a Palermo pure Rosario, uno dei fratelli Inzerillo rimasti.

Attualmente il reggente della famiglia sarebbe Giovanni Inzerillo, figlio di Salvatore.
Altri membri attivi in Sicilia affiliati alla famiglia secondo un'indagine della Polizia sarebbero Giovanni Bosco (parente di Salvatore Inzerillo), Alfonso Gambino (uomo di fiducia e portavoce di Bosco nelle trattative con gli altri mandamenti), Ignazio Mannino (uomo d'onore della famiglia di Torretta) e Matteo Inzerillo (nipote del boss Michelangelo La Barbera, incaricato di mantenere i rapporti con altri esponenti del mandamento).
I fratelli Inzerillo erano:
- Salvatore detto Totuccio (1944-1981)
- Santo (?-1981)
- Pietro (?-1981)
- Rosario
- Francesco